# Zora Janžekovič
Zora Janžekovič, slovenska kirurginja, primarijka in univerzitetna profesorica, * 30. september 1918, Slovenska Bistrica, † 17. marec 2015, Radenci.
Zora Janžekovič je svetovno znana kot pionirka na področju kirurškega zdravljenja opeklin z lastno izvirno metodo imenovano zgodnja tangencialna ekscizija opekline. Omenjena metoda je danes splošno sprejeta in priznana, njeni dosežki pa so omenjeni v veliki večni sodobnih učbenikih kirurgije po svetu.

## Otroštvo in izobraževanje
Zora Janžekovič se je rodila kot druga od štirih otrok v Slovenski Bistrici, kjer je zaključila osnovno in meščansko šolo. Šolanje je nadaljevala na realni gimnaziji v Mariboru, kamor se je preselila celotna družina. Leta 1938 se je vpisala na Medicinsko fakulteto v Zagrebu, vendar je študij prekinila zaradi druge svetovne vojne. V letih od 1943 do 1945 je kot študentka medicine službovala v bolnišnici v Varaždinu. Po vojni je študij dokončala in za doktorja medicine promovirala leta 1947. Specializacijo iz plastične kirurgije je končala leta 1957 v Beogradu.

## Delo
Takoj po diplomi se je v septembru 1947 leta zaposlila v Splošni bolnišnici, danes Univerzitetnem kliničnem centru Maribor, kjer je ostala vse do upokojitve leta 1984. Leta 1955 je prevzela vodenje novoustanovljenega Odseka za plastično kirurgijo z izjemno omejenim kadrom in finančnimi sredstvi ter se takoj usmerila v kirurško zdravljenje opeklin. 
Februarja 1961 je pričela zdraviti opekline po novi doktrini, z revolucionarno metodo z zgodnjim tangencialnim odstranjevanjem odmrle kože v prvih štirih dneh po nastanku opekline in takojšnjim kritjem razgaljenih površin s prostimi krožnimi presadki. Po dveh letih zdravljenja s to metodo je bilo zdravljeno dovolj pacientov, da je lahko metodo predstavljala širši strokovni javnosti. Izsledki so kazali da je možnost preživetja huje opečenih bistveno večja, čas zdravljenja krajši, posledice po končanem zdravljenju pa manjše. Metoda je bila dokončno sprejeta leta 1968, ko je v Mariboru potekal kongres plastičnih in maksilofacialnih kirurgov ter po objavi članka v reviji Journal of Trauma leta 1970. Njena metoda zdravljenja je rešila tisočih in predstavlja izjemen doprinos h kirurški terapiji opeklin.
Svojo metodo zdravljenja je v tujini sprva predstavljala v ZDA in Združenem kraljestvu. Maribor pa je postal za več kot desetletje svetovni center zdravljenja opeklin. Na izobraževanje k njej so prihajali najeminentnejši svetovni strokovnjaki s področja plastične, rekonstrukcijske kirurgije in opeklin. Skupaj je tako v Mariboru od leta 1965 do 1986 Oddelek za plastično kirurgijo obiskalo 237 takrat najeminentnejših kirurgov iz celega sveta, Janžekovičeva pa je o zdravljenju opeklin predavala v več državah sveta.
Za svoje strokovno in znanstveno-raziskovalno delo je leta 1967 prejela naziv primarij, leta 1978 pa je bila izvoljena v naziv izrednega profesorja za področje kirurgije na Medicinski fakulteti Univerze v Ljubljani.

## Priznanja
Leta 2000 je prejela častni znak svobode Republike Slovenije z naslednjo utemeljitvijo: »za dolgoletno nesebično in požrtvovalno zdravniško delo«, leta 2004 pa še zlati red za zasluge Republike Slovenije z obrazložitvijoː »za življenjsko delo v medicini, poseben prispevek k razvoju sodobne metode zdravljenja opeklin in mednarodnemu uveljavljanju slovenske medicinske znanosti«.
Leta 1999 je prejela naziv častne občanke Mestne občine Maribor in občine Slovenska Bistrica. Univerza v Mariboru pa ji je leta 1996 podelila naslov častna doktorica.
Za svoje raziskovalno in inovativno delo je dobila več odlikovanj, med drugim leta 1974 v Cincinnatiju odličje Everett Idris Evansa, spominsko odličje Ameriškega opeklinskega združenja (ABA), leta 2011 pa še priznanje ABA za življenjsko delo. Po Zori Janžekovič je bila poimenovana nagrada Evropskega kluba za otroške opekline "Zlata britev", katere prva dobitnica je.
Posthumno jo je leta 2017 uredništvo mednarodnega medicinskega portala Medscape uvrstilo na svoj seznam 25 najvplivnejših zdravnikov 20. stoletja.